# 宁边原子能研究所

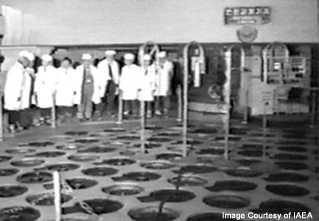
宁边石墨核反应堆

宁边原子能研究所，常被称为“宁边核设施”（：／），是朝鲜民主主义人民共和国政府设立于平安北道寧邊郡的一处原子能研究设施，位于平壤以北103公里处。

## 歷史
宁边原子能研究所是1960年代由蘇聯協助成立的核能設施。
其主体是一座5兆瓦的实验性石墨核反应堆，建成于1987年。由于该反应堆可以生产用于制造原子弹的钚，故而其运行与否成为朝鲜核问题的关键议题之一。1994年，时任美国国防部长威廉·佩里希望轰炸朝鲜宁边核设施，但是被时任韩国总统金泳三阻止。后来根据2008年4月29日驻韩国美国大使馆电文显示，金泳三后悔阻止1994年克林顿政府时期轰炸宁边核设施的计划。
2007年7月16日，联合国国际原子能机构負責人巴拉迪證實，朝鲜民主主义人民共和国當局的確已經關閉其寧邊核反應爐。
2008年6月27日，在六方会谈成員國電子媒體的見證下，朝鲜炸毀了反應爐的冷却塔。
2013年3月1日，朝鲜宣布重启宁边核设施，这是在朝鲜当局不久前宣布要与大韩民国进行核战争的威胁下进行的。
2015年9月15日，朝方宣布宁边核设施已經重啟完成，若美國和其同盟繼續威攝朝鮮將在「核雷聲」中驚醒。